# Villa Savorgnan Minciotti

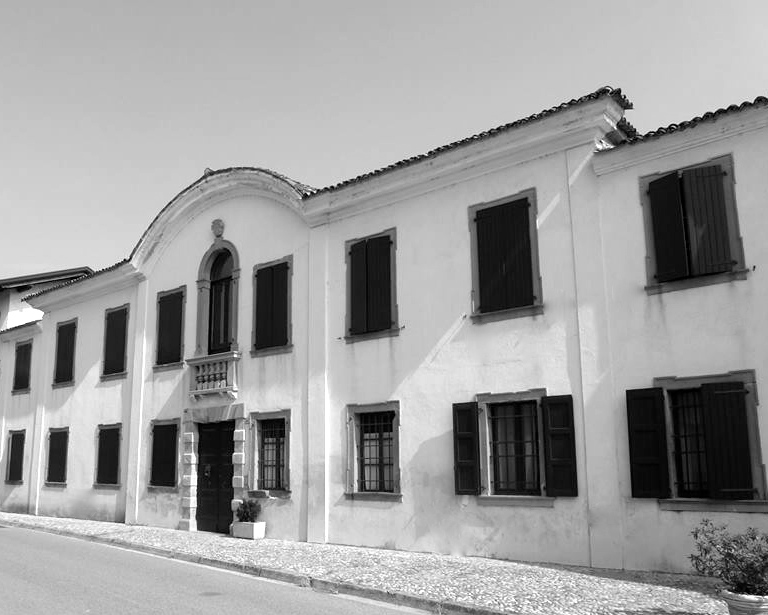
Villa Savorgnan Minciotti in Camino al Tagliamento

Die Villa Savorgnan Minciotti ist ein Landhaus im venezianischen Stil aus dem 16. Jahrhundert in Molino, einem Ortsteil von Camino al Tagliamento in der italienischen Region Friaul-Julisch Venetien. Die Villa liegt in der Nähe der Pfarrkirche des Dorfes in der Via Tagliamento.

## Geschichte
Das Landhaus ließ Graf Anselmo Savorgnan im 16. Jahrhundert als Herrenhaus bauen. Es hieß damals „Casa Savorgnana“. Im 17. Jahrhundert ließen es die Grafen von Montegnacco umbauen, sodass es sein heutiges Aussehen erhielt. Mitte des 18. Jahrhunderts kaufte die Adelsfamilie Minciotti, die aus San Daniele del Friuli zugezogen war, das gesamte Anwesen, das aus der Villa und weiteren 30 Gebäuden bestand.

## Beschreibung
Der Komplex besteht aus dem Hauptgebäude mit hufeisenförmigem Grundriss und zwei Stockwerken sowie aus den landwirtschaftlichen Nebengebäuden und einem großen Innenhof.
Der Mittelteil der Hauptfassade zur Via Tagliamento ist durch vier Pilaster dreigeteilt; diese tragen ein Traufgesims, das im mittleren Joch ein rundes Tympanon ausgebildet. Zwischen den Pilastern liegen mit vernadianischem Stein gerahmte, rechteckige Fenster und in der Mitte ein rechteckiges Portal mit Pfosten und Sturz, die mit Bossenwerk versehen sind. Darüber befindet sich ein Rundbogenbalkon, der eine Balustrade und ein Familienwappen trägt.
Eine doppelzügige Treppe führt vom Empfangssalon zum Obergeschoss. Die Innenräume haben Bodenbeläge aus Terrakotta, mit Firnis lackierte Türen mit Rocaillemotiven und Stuck an Wänden und Decken.